# Leuilly-sous-Coucy

Leuilly-sous-Coucy este o comună în departamentul Aisne din nordul Franței. În 1 ianuarie 2022 avea o populație de 445 de locuitori.